# Laura Metzler
Laura Metzler, née le 2 décembre 1986, est une coureuse cycliste française de VTT cross-country. Elle mesure environ 1,65 mètre et pèse 57 kilogrammes. Elle est connue surtout pour son placement à la 2ème place en 2004 lors du championnat du monde de VTT cross country juniors.

## Palmarès en VTT cross-country

### Championnats du monde
- 2004
  - 2e du championnat du monde de VTT cross country juniors

### Coupe du monde
- Coupe du monde de cross-country
  - 19e en 2011

### Championnats d'Europe
- 2008
  - 4e du championnat d'Europe de VTT cross country espoirs

### Championnats de France
- 2005
  - 2e du championnat de France de cross-country espoirs
- 2006
  -  championne de France de cross-country espoirs
- 2007
  -  championne de France de cross-country espoirs
- 2008
  -  championne de France de cross-country espoirs
  - 2e du championnat de France de cross-country
- 2010
  - 2e du championnat de France de cross-country
- 2011
  - 3e du championnat de France de cross-country
- 2014
  - 3e du championnat de France de cross-country